# Кубок Вотні
Кубок запрошення Вотні Манн (англ. Watney Mann Invitation Cup), більш відомий як просто Кубок Вотні (англ. Watney Cup) — англійський футбольний турнір, що проводився на початку 1970-х років. Він проводився перед початком сезону, і в ньому брали участь команди, які забили найбільшу кількість голів в кожному з чотирьох дивізіонів Футбольної ліги в попередньому сезоні, але які не брали участі в єврокубках. Від кожного дивізіону виступало по дві команди, тобто в підсумку виходило вісім учасників. Турнір проводився у форматі плей-офф: після кожного матчу команда, яка програла, вибувала з розіграшу без перегравання. Фінальний матч, на відміну від більшості футбольних турнірів, проводився на домашньому стадіоні одного з фіналістів, а не на нейтральному полі. 
Турнір отримав свою назву через спонсорську угоду з пивоварною компанією Watney Mann. Це була одна з перших спонсорських угод в англійському футболі. Матчі Кубка Вотні також транслювалися по телебаченню в прямому ефірі, що було рідкісним явищем для 1970-х років.
Турнір проводився чотири рази, з 1970 по 1973 роки, після чого був скасований.
У середині 1980-х років англійська група Half Man Half Biscuit зробила відсилання до цього турніру в пісні «Rod Hull Is Alive, Why?», в якій йдуть роздуми, чи буде цей турнір коли-небудь відроджений.
Перша в історії серія післяматчевих пенальті в Англії відбулася 5 серпня 1970 року в півфінальному матчі Кубка Вотні між «Галл Сіті» і «Манчестер Юнайтед». Перемогу по пенальті здобув «Юнайтед». Першим гравцем, який виконав одинадцятиметровий удар, став Джордж Бест, а першим, хто не забив у ворота суперника став Деніс Лоу.

## Список фіналів
| Рік  | Переможець        | Рахунок        | Програв              | Стадіон         |
| ---- | ----------------- | -------------- | -------------------- | --------------- |
| 1970 | Дербі Каунті      | 4:1            | Манчестер Юнайтед    | Бейсбол-Граунд  |
| 1971 | Колчестер Юнайтед | 4:4 (4:3 пен.) | Вест Бромвіч Альбіон | Хоторнс         |
| 1972 | Брістоль Роверс   | 0:0 (7:6 пен.) | Шеффілд Юнайтед      | Іствілл         |
| 1973 | Сток Сіті         | 2:0            | Галл Сіті            | Вікторія Граунд |